# Баррили, Антон Джулио
Антон (Антонио) Джулио Баррили (итал. Anton Giulio Barrili; 14 декабря 1836, Савона, Сардинское королевство, — 14 августа 1908, Каркаре, Италия) — итальянский писатель, участник борьбы за объединение Италии, соратник Гарибальди.

## Биография
Барилли родился в Савоне в 1836 году, детство провёл в Ницце. Начальное образование получил в школе католического ордена пиаристов в Савоне, после чего окончил Университет Генуи, факультет литературы и философии. Начав карьеру журналиста, основал газету L'occhialetto. В 1959 году он стал одним из редакторов газеты San Giorgiо, основанной и возглавляемой Нино Биксио. Он участвовал добровольцем в кампании 1859 года, с 1866 по 1867 годы был секретарём Гарибальди. В 1875 основал журнал «Caffaro».
Начиная с 1865 года он опубликовал большое количество художественных книг, которые пользовались большой популярностью, его работы часто сравнивали с работами Виктора Шербулье.
Его лучшими работами считаются «Con Garibaldi alle porte di Roma» («У ворот Рима с Гарибальди», 1895 г.), Santa Cecilia (1866 г.), Come un Sogno (1875 г.) и L'Olmo e l'Edera (1877 г.), Raggio di Dio (1899 г.). Баррили также написал две пьесы и сборники критики, в том числе «Li rinnovamento letterario italiano» (1890).
Он был избран в итальянскую палату депутатов в 1876 году. В 1889 году стал профессором итальянской литературы в Генуе, в 1903 году стал ректором университета. 
Он умер в 1908 году в Каркаре. 